# Batalla de Schuinshoogte
La batalla de Schuinshoogte, también conocida como batalla de Ingogo, se libró al norte de Newcastle (en la actual provincia de KwaZulu-Natal), el 8 de febrero de 1881 durante la primera guerra bóer. Las comunicaciones del general Sir George Pomeroy Colley con Newcastle estaban bajo constante acoso por parte de patrullas bóer montadas bajo el mando del comandante J. D. Weilbach después de la victoria bóer en la batalla de Laing's Nek y, como resultado, planeó despejar un camino a lo largo de la carretera Newcastle-Mount Prospect para proteger mejor la línea de suministro británica y recibir los refuerzos frescos que necesitaba para reforzar sus filas.

## Batalla
A eso de las 9:00 horas abandonó el campamento de Mount Prospect con una fuerza formada principalmente por soldados de infantería. Una compañía del 60.º Regimiento de Fusileros (Real Cuerpo de Fusileros del Rey británico) y dos piezas de artillería se quedaron en una cresta con vistas al río Ingogo, mientras un puñado de hombres a caballo e infantería cubrían el paso.
Mientras el general George Pomeroy Colley avanzaba por la ladera del Ingogo, recibió noticias de su grupo de exploración de que una fuerza bóer, compuesta principalmente por jinetes y dirigida por el general Nicolaas Smit y el comandante JD Weilbach, se acercaba. Los británicos formaron posiciones defensivas circulares/cuadradas en la cresta de la loma con 240 soldados de infantería, 38 de caballería y dos piezas de artillería, mientras que los aproximadamente 300 bóeres intentaron rodearlos y cortarles la huida.
Desde el mediodía hasta las 5 de la tarde se produjeron una serie de combates a corta distancia y las tropas de Colley sufrieron mucho a causa del fuego preciso y concentrado de los bóeres. Aunque los fusileros del 60.º Regimiento llevaban uniformes de color verde oscuro (de hecho, casi negros), estos aún contrastaban con el color claro de la sabana sudafricana; la única concesión al camuflaje era el casco blanco teñido de caqui con té. Los artilleros y las tropas montadas también llevaban uniformes oscuros, pero los artilleros en particular estaban expuestos cuando manejaban sus armas. En contraste, los bóeres llevaban ropa de color caqui y también eran expertos en técnicas de campo, por lo que podían mimetizarse con el entorno.
Después empezó a llover fuertemente y la batalla terminó de forma abrupta. Las lluvias hicieron crecer el río Ingogo, lo que dificultó mucho el cruce. Las fuerzas bóer, pensando que los británicos no podrían cruzar, especialmente con artillería, esperaron durante la noche para reanudar la batalla al día siguiente. Los hombres de Colley, mientras tanto, hicieron una marcha nocturna desesperada y lograron escapar, con caballos, armas y todo, aunque varios hombres se ahogaron en el cruce del río. El hecho de que los bóeres no asaltaran y capturaran los cañones durante la tormenta, lo que permitió que la columna británica escapara, probablemente represente su único error importante durante la guerra.

## Consecuencias
Se ha especulado que si George Pomeroy Colley hubiera recibido sus refuerzos antes de la llegada de la lluvia, probablemente habría podido derrotar a los bóeres por primera vez y dar a los británicos un mejor poder de negociación durante las negociaciones de paz.
Cuando los británicos regresaron con un grupo de entierro al día siguiente, encontraron que los bóeres habían regresado para ocuparse de sus propios muertos y heridos. No hubo enfrentamiento. Los ocho bóeres muertos fueron enterrados en la granja "Geelhoutboom", a unos 5 km al oeste del lugar de la batalla. Los británicos perdieron siete oficiales, con un total de 66 hombres muertos y 77 heridos. Los hombres fueron enterrados en el campo de batalla, mientras que los cuerpos de los oficiales fueron exhumados cuatro días después y llevados a Fort Amiel para su nuevo entierro.
Colley sufrió muchas derrotas durante toda la guerra y, aunque recibía refuerzos, sus hombres estaban muy desmoralizados por la serie de derrotas. Finalmente, murió en combate en la batalla de la colina de Majuba.